# Famille von Lewinski
La famille von Lewinski est une ancienne famille noble de Pomérélie-Cachoubie.

## Origine
La famille s'appelle à l'origine Royk. Sous la domination polonaise, elle prendt le nom de sa possession de longue date Lewyn (aujourd'hui Lewino (en)), pour laquellle le premier roi polonais Sigismond Ier a confirmé sa propriété noble héréditaire à un certain Jacob Royk en 1526
Aux XVIe et XVIIe siècles, la famille prend alors le nom de Royk Lewinski. Le dernier de sa famille, Andreas Royk, est mentionné comme contribuable à Lewino en 1662. Tandis qu'un de ses deux fils s'installe à Kositzkowo et ses descendants y vivent jusqu'au XXe siècle. Au cours du siècle, l'autre fils et ses descendants vivent sur d'autres propriétés à Lebno et plus tard à Tockar, arrondissement de Karthaus. Le dernier de cette branche familiale, né à Dargelow en 1747, quitte la Cachoubie et entre au service de la Prusse. Au début du XVIIIe siècle, seul le nom de Lewinski apparaît dans les documents.

## Blason
De gueules, au lion d'argent, tenant dans sa dextre un glaive du même. L'écu timbré d'un casque de comte d'argent, grillé d'or, doublé de gueules, sommé d'une couronne de comte. Au cimier paré de trois plumes d'autruche, une d'argent accostée de deux de gueules. Lambrequins de gueules et d'argent. 

## Personnalités
- Alfred von Lewinski (1831–1906), général d'infanterie prussien
- Alfred von Lewinski (1862–1914), général de division prussien
- August Alfred Friedrich von Lewinski (1866–1957), général de division prussien
- Eduard von Lewinski (1829–1906), général d'artillerie prussien
- Erich von Lewinski, gen. von Manstein (1887–1973), maréchal allemand
- Felix von Lewinski (1869–1936), général de division prussien
- Henning von Lewinski (de) (1902–1981), diplomate et officier de marine
- Kai von Lewinski (de) (né en 1970), avocat et professeur d'université allemand
- Karl von Lewinski (1858–1937), lieutenant général prussien
- Karl von Lewinski (de) (1873–1951), avocat et diplomate allemand
- Oskar von Lewinski (de) (1873–1913), officier et attaché militaire prussien
- Wilhelm von Lewinski (1867–1942), général de division prussien
- Wolf-Eberhard von Lewinski (de) (1927–2003), critique musical et théâtral allemand